# Joshua Bell
Pour les articles homonymes, voir Bell.
Joshua Bell, parfois surnommé Josh Bell, né le 9 décembre 1967 à Bloomington (Indiana), est un violoniste américain.

## Biographie

### Enfance et études
Joshua Bell est le fils de parents psychologue et universitaire, et il a deux sœurs. Il a commencé le violon à l’âge de quatre ans et donne son premier concert à sept, tout en conservant une vie normale d’enfant, passionné par les jeux et le sport, notamment le tennis (il remporte un tournoi national à l’âge de dix ans).
Ses professeurs ont été successivement Donna Bricht et Mimi Zweig, puis le violoniste et pédagogue Josef Gingold, lui-même élève d’Eugène Ysaÿe. Sous l’influence déterminante de Gingold, Bell se consacre de plus en plus à son instrument à partir de l'âge de douze ans. À quatorze ans, il se produit avec le Philadelphia Orchestra, sous la direction de Riccardo Muti. Il étudie le violon à la Jacobs School of Music de l’université de l'Indiana (dont il sort diplômé en 1989) et termine ses études académiques à la Bloomington High School North.

### Carrière
En 1985, Joshua Bell fait ses débuts au Carnegie Hall avec le Saint Louis Symphony Orchestra. Depuis cette date, il se produit à travers le monde en soliste, en formation de musique de chambre ou avec les plus grands orchestres. Il a joué entre autres avec l'Orchestre Philharmonique de New York, l'Orchestre philharmonique de Los Angeles, les orchestres symphoniques de San Francisco, Philadelphie, Houston, Saint-Louis et Miami, les orchestres de Minneapolis, du New Jersey, de l’Oregon, le Chamber Orchestra of Europe, l’Orchestre du Concertgebouw d'Amsterdam, l’Academy of St. Martin in the Fields. Il se produit régulièrement au  Verbier Festival, lors de tournées en Europe et en Amérique du Nord.
En musique de chambre, Joshua Bell s’est notamment produit avec Pamela Frank, Steven Isserlis, Edgar Meyer, Sam Haywood, Jeremy Denk (en), Frederic Chiu, Yuja Wang ou Zoltan Kocsis.
En 2009, Bell est invité à jouer à la Maison-Blanche devant le président Barack Obama. En 2010, il interprète le concerto pour violon de Tchaïkovski avec l’Orchestre philharmonique royal de Stockholm lors du concert donné à l’occasion de la remise du prix Nobel de la paix à Stockholm.
Le 27 mai 2011, l’Academy of St. Martin in the Fields annonce la nomination de Joshua Bell au poste de directeur musical, pour succéder à Sir Neville Marriner, son fondateur.

## Répertoire
Son répertoire, très vaste, comprend tout à la fois les grands concertos du répertoire (ceux de Beethoven et de Mendelssohn pour lesquels il a écrit sa propre cadence ; ceux de Max Bruch, de Brahms, Sibelius, Mozart, Vieuxtemps, Lalo, Schumann, Saint-Saëns, Tchaïkovski, Goldmark), de nombreuses œuvres de musique de chambre mais également des œuvres contemporaines : le concerto pour violon de Nicholas Maw, qui lui est dédié, qu’il a créé en 1993 et enregistré pour Sony en 2000.
Joshua Bell a créé des œuvres d’Edgar Meyer, d'Aaron Jay Kernis, de Behzad Ranjbaran (en) et de Jay Greenberg. Il est également apparu dans plusieurs films ou en a joué la partie violon de la bande originale (voir Cinéma plus bas). Son éclectisme l’a également amené à côtoyer Sting lors d’un concert exceptionnel le 15 mars 2011 à Los Angeles, et également Chick Corea, Sam Bush ou encore Mike Marshall et bien d'autres.

### Son violon: le Stradivarius « Gibson »
Joshua Bell joue le « Gibson » de Stradivarius (ex-Huberman), fabriqué en 1713. Il a acheté cet instrument près de 4 millions de dollars en 2001, après avoir revendu son Stradivarius, le « Tom Taylor », pour un peu plus de 2 millions de dollars. Son premier enregistrement avec le « Gibson », Romance of the Violin, fait partie des enregistrements de musique classique les plus vendus au monde (5 millions d’exemplaires). Son archet, du XVIIIe siècle, est l’œuvre de l’archetier français François Tourte.

## L'expérience duWashington Post
Le 12 janvier 2007, Joshua Bell a participé à une expérience menée par The Washington Post à une heure de pointe le matin dans le hall d'une station de métro à Washington. Cet événement a été organisé par le journal dans le cadre d'une expérience de psychologie comportementale sur la perception, les goûts et les priorités.
Joshua Bell a ainsi joué trois quarts d'heure et a récolté 32 dollars (pour un total de sept personnes seulement qui se sont arrêtées un instant pour l'écouter jouer, et sans compter les 20 dollars laissés par l'unique personne l'ayant reconnu). Il est à noter que ce sont surtout les enfants qui passaient avec leurs parents ou proches qui ont voulu s'arrêter pour l'écouter, intrigués.
Le point-clé de cette expérience apparut lorsqu'il eut fini de jouer. En effet, il n'y eut aucune réaction, aucun applaudissement. Une seule personne l'avait reconnu. Personne ne savait que ce violoniste était célèbre, qu'il venait de jouer sur un Stradivarius, et que deux jours auparavant il avait donné à Boston un concert à guichet fermé où les spectateurs avaient payé leur place jusqu'à 100 dollars.
La conclusion du journaliste revient à se demander : « Dans un environnement ordinaire, à une heure inappropriée, sommes-nous capables de percevoir la beauté, de nous arrêter pour l'apprécier, de reconnaître le talent dans un contexte inattendu ? » Cette expérience et surtout l'article qui en résulta valurent à son auteur, le journaliste Gene Weingarten (en), un prix Pulitzer en 2008,.

## Filmographie

### Cinéma
Joshua Bell interprète la musique du film Le Violon rouge, due au compositeur américain John Corigliano (Oscar de la meilleure musique de film en 1999). Il participe aux films Les Dames de Cornouailles, La Musique de mon cœur, Anges et Démons et, en 2008, Les Insurgés.

### Série télévisée
Il joue son propre rôle dans la troisième saison de Mozart in the Jungle à l'occasion d'un épisode réalisé par Gael García Bernal.

## Prix et distinctions
Joshua Bell a reçu le Prix des arts du gouverneur de l'Indiana, le prix Echo Klassik, un Grammy Award ainsi que le Mercury Music Prize. Il a été élu instrumentiste de l'année 2010 par Musical America.